# UN-Kinderrechtskonvention

Vertragsstaaten
Nur unterzeichnet, nicht ratifiziert
Nicht unterzeichnet

Die Konvention über die Rechte des Kindes, auch UN-Kinderrechtskonvention (kurz: KRK) wurde am 20. November 1989 von der UN-Generalversammlung angenommen und trat am 2. September 1990, dreißig Tage nach der 20. Ratifizierung durch ein Mitgliedsland, in Kraft. Beim Weltkindergipfel vom 29. bis 30. September 1990 in New York verpflichteten sich Regierungsvertreter aus der ganzen Welt zur Anerkennung der Konvention.
Der Kinderrechtskonvention sind 196 Staaten beigetreten, das sind mehr als allen anderen UN-Konventionen. Zu den Unterzeichnerstaaten zählen die Nicht-UN-Mitgliedsstaaten Cookinseln, Niue, Palästina und der Vatikanstaat sowie alle Mitgliedsstaaten mit Ausnahme der USA. Zuletzt haben Somalia und Südsudan im Oktober 2015 die Kinderrechtskonvention ratifiziert. Einige der 196 Staaten haben die Konvention ratifiziert, erklärten allerdings Vorbehalte (darunter zunächst auch Deutschland, Österreich und Schweiz).

Logo der UN-Kinderrechtskonvention

## Weltweite Standards
Die Konvention (Übereinkunft) definiert Kinder als Menschen, die das 18. Lebensjahr noch nicht abgeschlossen haben, soweit die Volljährigkeit nach dem auf das Kind anzuwendenden Recht (wie z. B. in manchen islamischen Ländern) nicht früher eintritt. Dabei geht die Kinderrechtskonvention nicht genauer darauf ein, ab wann sie für das einzelne Individuum Geltung bekommt: Sei dies ab der Geburt, erst später oder schon vorher.
Sie legt wesentliche Standards zum Schutz der Kinder weltweit fest und stellt die Wichtigkeit von deren Wert und Wohlbefinden heraus. Die vier elementaren Grundsätze, auf denen die Konvention beruht, beinhalten das Überleben und die Entwicklung, die Nichtdiskriminierung, die Wahrung der Interessen der Kinder sowie deren Beteiligung.

## Zehn Grundrechte
Der Text umfasst 54 Artikel in der für völkerrechtlich verbindliche Texte üblichen Sprache; eine offizielle Fassung in „kindgerechter“ Form existiert nicht. Die UNICEF, die Kinderrechtsorganisation der UNO, fasst den 20 Seiten langen Text in zehn Grundrechten zusammen (Die Nummerierung entspricht nicht jener der Artikel!):
1. Das Recht auf Gleichbehandlung und Schutz vor Diskriminierung unabhängig von Religion, Herkunft und Geschlecht;
2. Das Recht auf einen Namen und eine Staatszugehörigkeit;
3. Das Recht auf Gesundheit;
4. Das Recht auf Bildung und Ausbildung;
5. Das Recht auf Freizeit, Spiel und Erholung;
6. Das Recht, sich zu informieren, sich mitzuteilen, gehört zu werden und sich zu versammeln;
7. Das Recht auf eine Privatsphäre und eine gewaltfreie Erziehung im Sinne der Gleichberechtigung und des Friedens;
8. Das Recht auf sofortige Hilfe in Katastrophen und Notlagen und auf Schutz vor Grausamkeit, Vernachlässigung, Ausnutzung und Verfolgung;
9. Das Recht auf eine Familie, elterliche Fürsorge und ein sicheres Zuhause;
10. Das Recht auf Betreuung bei Behinderung.

In der Praxis umfassen die Kinderrechte das Recht, in einer sicheren Umgebung ohne Diskriminierung zu leben, Zugang zu sauberem Wasser, Nahrung, medizinischer Versorgung und Ausbildung zu erhalten und bei Entscheidungen, die ihr Wohlergehen betreffen, das Recht auf Mitsprache. 

## Alle Bestimmungen

Die Artikel der KRK in Symbolen

Die Grundlage für die obige UNICEF-Zusammenfassung zu 10 Grundrechten bilden die 54 Artikel der Vereinten Nationen. Darin werden konkret folgende Rechte geregelt:

### Teil I Rechte der Kinder
- Art. 1 – Geltung für das Kind; Begriffsbestimmung
- Art. 2 – Achtung der Kindesrechte; Diskriminierungsverbot
- Art. 3 – Wohl des Kindes
- Art. 4 – Verwirklichung der Kindesrechte
- Art. 5 – Respektierung des Elternrechts
- Art. 6 – Recht auf Leben und Entwicklung
- Art. 7 – Geburtsregister, Name, Staatsangehörigkeit
- Art. 8 – Recht auf Identität
- Art. 9 – Trennung von den Eltern; persönlicher Umgang
- Art. 10 – Familienzusammenführung; grenzüberschreitende Kontakte
- Art. 11 – Rechtswidrige Verbringung von Kindern ins Ausland
- Art. 12 – Berücksichtigung des Kindeswillens, rechtliches Gehör
- Art. 13 – Recht auf Meinungs- und Informationsfreiheit
- Art. 14 – Gedanken-, Gewissens- und Religionsfreiheit
- Art. 15 – Recht auf Vereinigungs- und Versammlungsfreiheit
- Art. 16 – Recht auf Achtung des Privat- und Familienlebens
- Art. 17 – Recht auf Zugang zu Informationen, Medien, Kinder- und Jugendschutz
- Art. 18 – Verantwortung für das Kindeswohl
- Art. 19 – Schutz vor Gewaltanwendung, Misshandlung, Verwahrlosung
- Art. 20 – Von der Familie getrennt lebende Kinder; Pflegefamilie; Adoption
- Art. 21 – Adoption
- Art. 22 – Flüchtlingskinder
- Art. 23 – Förderung und Rechte behinderter Kinder
- Art. 24 – Gesundheitsvorsorge
- Art. 25 – Unterbringung von Kindern mit körperlichen oder geistigen Erkrankungen
- Art. 26 – Soziale Sicherheit
- Art. 27 – Angemessene Lebensbedingungen; Unterhalt
- Art. 28 – Recht auf Bildung; Schule; Berufsausbildung
- Art. 29 – Bildungsziele; Bildungseinrichtungen
- Art. 30 – Minderheitenschutz
- Art. 31 – Beteiligung an Freizeit, kulturellem und künstlerischem Leben, staatliche Förderung
- Art. 32 – Schutz vor wirtschaftlicher Ausbeutung
- Art. 33 – Schutz vor Suchtstoffen
- Art. 34 – Schutz vor sexuellem Missbrauch
- Art. 35 – Maßnahmen gegen Entführung und Kinderhandel
- Art. 36 – Schutz vor sonstiger Ausbeutung
- Art. 37 – Verbot der Folter, der Todesstrafe, lebenslanger Freiheitsstrafe ohne die Möglichkeit vorzeitiger Entlassung; Rechtsbeistandschaft
- Art. 38 – Schutz bei bewaffneten Konflikten; Einziehung von Kindersoldaten zu den Streitkräften
- Art. 39 – Genesung und Wiedereingliederung geschädigter Kinder
- Art. 40 – Rechte strafbarer Handlungen beschuldigter Kinder im Strafrecht und Strafverfahren
- Art. 41 – Weitergehende inländische Bestimmungen

### Teil II Ausschuss für die Rechte des Kindes
- Art. 42 – Verpflichtung zur Bekanntmachung
- Art. 43 – Einsetzung eines Ausschusses für die Rechte des Kindes
- Art. 44 – Berichtspflicht

### Teil III Schlussbestimmungen
- Art. 45 – Mitwirkung anderer Organe der Vereinten Nationen
- Art. 46 – Unterzeichnung der Konvention
- Art. 47 – Ratifikation der Konvention
- Art. 48 – Beitritt zur Konvention
- Art. 49 – Inkrafttreten
- Art. 50 – Änderung
- Art. 51 – Vorbehalte
- Art. 52 – Kündigung der Konvention
- Art. 53 – Verwahrung
- Art. 54 – Urschrift, verbindlicher Wortlaut

## Fakultativprotokolle zur UN-KRK
Zur UN-Kinderrechtskonvention gibt es 3 Fakultativprotokolle.
Das 1. Fakultativprotokoll über Beteiligung von Kindern an bewaffneten Konflikten (Kindersoldaten) trat zum 12. Februar 2002 in Kraft.
Es wurde von 166 Staaten unterzeichnet und von 130 Staaten, darunter Deutschland (13. Dezember 2004), Liechtenstein (4. Februar 2005), Österreich (1. Februar 2002) und Schweiz (26. Januar 2002) ratifiziert (Stand 9. Juni 2017).
Das 2. Fakultativprotokoll über Kinderhandel, Kinderprostitution und Kinderpornografie trat zum 18. Januar 2002 in Kraft.
Es wurde von 173 Staaten unterzeichnet und von 121 Staaten, darunter Deutschland (15. Juli 2009), Liechtenstein (30. Januar 2013), Österreich (6. Mai 2004) und Schweiz (19. Juli 2006) ratifiziert (Stand 9. Juni 2017).
Das 3. Fakultativprotokoll über das Recht auf Individualbeschwerde beim UN-Ausschuss für die Rechte des Kindes trat zum 14. April 2014 in Kraft.
Es wurde von 50 Staaten unterzeichnet und von 34 Staaten, darunter Deutschland (28. Februar 2013), Liechtenstein (25. Januar 2017) und Schweiz (24. April 2017) ratifiziert (Stand 9. Juni 2017). Österreich hat lediglich unterzeichnet, ohne zu ratifizieren.

## Überwachung der Konvention

### UN-Ausschuss für die Rechte des Kindes
Die Einhaltung der Bestimmungen der Konvention überwacht das zuständige UN-Vertragsorgan, der UN-Ausschuss für die Rechte des Kindes, der periodisch die Berichte der Unterzeichnerstaaten entgegennimmt und auswertet.

### National Coalition Deutschland
In der National Coalition Deutschland für die Umsetzung der UN-Kinderrechtskonvention (UN-KRK) haben sich derzeit in der Bundesrepublik Deutschland rund 100 bundesweit tätige Organisationen und Initiativen aus verschiedenen gesellschaftlichen Bereichen zusammengeschlossen mit dem Ziel, die UN-Kinderrechtskonvention in Deutschland bekannt zu machen, ihre Umsetzung zu kontrollieren und voranzubringen. Sie erstellt zu den periodischen Staatenberichten jeweils ergänzende Berichte, auch Schattenberichte genannt, in denen sie sich kritisch mit den Staatenberichten auseinandersetzt.

## Geschichte
Bereits im 19. Jahrhundert gab es Bestrebungen, das Elend von Kindern der unteren Gesellschaftsschichten in den sich industrialisierende Staaten durch Schutzgesetze abzumildern. Von besonderer Bedeutung sind hierbei Gesetze zum Verbot der Kinderarbeit.
Die UN-Kinderrechtskonvention steht in der Tradition der internationalen Kinderschutzbewegung, die sich im „Jahrhundert des Kindes“ (so der Titel des 1902 erschienenen Buches der schwedischen Pädagogin Ellen Key) dazu aufgerufen fühlte, die Probleme der Jugendhilfe einem Erfahrungsaustausch und Lösungsansätzen über die nationalen
Grenzen hinwegzuführen. Schon der Erste Internationale Kinderschutz-Kongress, der 1913 in Brüssel durchgeführt
wurde, diskutierte über internationale Verträge zum Schutz des Kindes, so über die Ausarbeitung einer Konvention zur
Durchsetzung von Unterhaltstiteln im Ausland. Diese Aufgaben wurden nach dem Ersten Weltkrieg vom Völkerbund
übernommen.
Die britische Sozialreformerin Eglantyne Jebb schuf als Reaktion auf die Verelendung von Kindern im Ersten Weltkrieg am 15. April 1919 den Save the Children Fund und sammelte dafür mittels Fundraising Spenden. Im Jahr 1920 entstand auf ihre Initiative hin die „International Save the Children Union“. 1921 konzentrierte sich die Hilfsorganisation auf Unterstützungen für Kinder in Griechenland und in Saratow. Jebb arbeitete 1923 ein Papier über Kinderrechte aus und mobilisierte für ihre Children’s Charter den Völkerbund. Ihre Idee wurde aufgegriffen, und am 24. September 1924 wurde von der Generalversammlung des Völkerbundes in Genf eine Charta verabschiedet. Ein Recht auf Bildung sieht die „Genfer Erklärung“ vom 26. September 1924, die der Charta folgte, nicht vor. Stattdessen heißt es in der Erklärung: „Das Kind soll in die Lage versetzt werden, seinen Lebensunterhalt zu verdienen […].“
Die Generalversammlung der 1945 gegründeten Vereinten Nationen, der Nachfolge-Organisation des Völkerbundes, fügte 1948 in ihre Allgemeine Erklärung der Menschenrechte Aussagen zugunsten der Kinder ein, die auf einen Schutz abzielten. Am 20. November 1959 verabschiedete die Generalversammlung die „Deklaration über die Rechte der Kinder“, griff dabei auf Eckpunkte der früheren Genfer Deklaration zurück und ergänzte sie. In dem Jahr 1979, dem Jahr des Kindes, legte Polen Entwürfe für eine Kinderrechtskonvention vor, die zur Ausgangsbasis für das Übereinkommen vom 20. November 1989 wurden.

## Die Konvention und die deutschsprachigen Länder

### Deutschland

#### Umsetzung
Der Deutsche Bundestag hat der Kinderrechtskonvention mit Gesetz vom 17. Februar 1992 (BGBl. II S. 121) zugestimmt. Nach Ratifikation am 6. März 1992 ist die Konvention am 5. April 1992 für die Bundesrepublik Deutschland in Kraft getreten (BGBl. II S. 990). Fast alle der dabei zunächst erklärten Vorbehalte sind 2010 zurückgenommen worden (BGBl. 2011 II S. 600). Damit gilt die KRK als völkerrechtlicher Vertrag in Deutschland vollumfänglich im Range eines Bundesgesetzes (Art. 59 Abs. 2 GG).
Ein Nationaler Aktionsplan für ein kindergerechtes Deutschland 2005–2010 dient der Bundesrepublik zur Umsetzung der Kinderrechtskonvention. Er ist eine Initiative der Bundesregierung, die aus dem Abschlussdokument „Eine kindgerechte Welt“ der Vereinten Nationen, 2002 in New York, hervorgegangen ist. Basis dieses Aktionsplans ist dementsprechend die UN-Konvention über die Rechte des Kindes. Das Grundanliegen des deutschen NAP ist die Verbesserung der Lebensbedingungen von Kindern sowie ihrer Rechte. Hierzu wurde er in sechs Themenfelder unterteilt:
- Chancengerechtigkeit durch Bildung
- Aufwachsen ohne Gewalt
- Förderung eines gesunden Lebens und gesunder Umweltbedingungen
- Beteiligung von Kindern und Jugendlichen
- Entwicklung eines angemessenen Lebensstandards für alle Kinder
- Internationale Verpflichtungen

Die Kindesanhörung gem. § 159 FamFG ist ein Beispiel für die gesetzliche Umsetzung und Anwendung der Kinderrechtskonvention in Deutschland.

#### Vorbehalte
Obwohl deutsche Delegierte noch 1988 kundtaten dieser Konvention keine Zustimmung zu erteilen, unterschrieb 1992 die Bundesregierung trotz weiterer Proteste die UN-Kinderrechtskonvention, jedoch nur unter ausländerrechtlichen Vorbehalten, nach denen das deutsche Ausländerrecht Vorrang vor Verpflichtungen der Konvention hat. Deutschland verhängte neben Österreich als einziges weiteres Land in Europa Abschiebehaft gegen Kinder und Jugendliche. Allein in Hamburg befanden sich 2003 etwa 125 Minderjährige länger als drei Monate in Abschiebehaft.
Ein weiterer Vorbehalt betraf und betrifft jene Position in der Konvention, die Minderjährigen (auch) in Strafsachen Rechtsschutz gewährt. In Deutschland werden Minderjährigen aber keine Juristen bzw. Rechtsanwälte zugewiesen, außer bei schweren Straftaten wie z. B. Totschlag. Das deutsche System der Jugendgerichtshilfen in den Jugendämtern (auch aber selten in der Hand Freier Träger) sei aber entsprechend oder sogar besser, war das Argument des BMFSFJ.
Nach Zustimmung des Bundesrates hat die Bundesregierung am 3. Mai 2010 beschlossen, die bei der Ratifizierung der UN-Kinderrechtskonvention abgegebene Vorbehaltserklärung zurückzunehmen. Die rechtsverbindliche Rücknahme-Erklärung wurde am 15. Juli 2010 bei der UN in New York hinterlegt. Damit gilt Art. 3 Abs. 1 UN-KRK unbeschränkt, das heißt „bei allen Maßnahmen, die Kinder betreffen, gleichviel ob sie von öffentlichen oder privaten Einrichtungen der sozialen Fürsorge, Gerichten, Verwaltungsbehörden oder Gesetzgebungsorgan getroffen werden, [ist …] das Wohl des Kindes ein Gesichtspunkt, der vorrangig zu berücksichtigen ist“. In diesem Art. 3 UN-KRK wird teilweise ein bislang noch weitgehend unberücksichtigtes Potential für die innerstaatliche Rechtsanwendung, sowohl in materiell- wie prozessrechtlicher Hinsicht vermutet.
Es ist Pflicht und Aufgabe aller deutschen Behörden und Gerichte, dem Vorrang des Kindeswohls Geltung zu verschaffen, indem sie ihre Entscheidungspraxis an Abwägungs- und Begründungserfordernissen der Konvention ausrichten.
In der Denkschrift zu dem Übereinkommen der deutschen Bundesregierung hatte es schon Anfang 1991 geheißen: „Das Übereinkommen setzt Standards, die in der Bundesrepublik Deutschland verwirklicht sind, und bietet keinen Anlass, grundlegende Änderungen oder Reformen des innerstaatlichen Rechts zu betreiben.“

### Österreich
Österreich unterzeichnete die UN-Konvention bereits mit den Erstunterzeichnerstaaten 1990. Nach der Genehmigung durch den Nationalrat am 26. Juni 1992 wurde die Konvention am 6. August 1992 ratifiziert und trat 30 Tage danach, am 5. September 1992, in Österreich in Kraft.
Bei der Unterzeichnung machte Österreich Vorbehalte zu (Art. 13, 15 und 17) und zwei Erklärungen (zu Art. 38, Absätze 2 und 3) geltend, die am 28. September 2015 zurückgezogen wurden.
Österreich hat alle drei dazugehörigen Fakultativprotokolle unterzeichnet (2000, 2000, 2012), aber nur die ersten beiden ratifiziert(2002, 2004).

### Schweiz
Die Schweiz hatte bei der Ratifizierung der Kinderrechtskonvention zu fünf Artikeln insgesamt sieben Vorbehalte geltend gemacht. Die folgenden drei Vorbehalte gelten weiterhin:
- Artikel 10 Absatz 1: die schweizerische Gesetzgebung, die bestimmten Kategorien von Ausländerinnen und Ausländern keinen Familiennachzug gewährt, bleibt vorbehalten.
- Artikel 37 Buchstabe c: die Trennung zwischen Jugendlichen und Erwachsenen im Freiheitsentzug wird nicht ausnahmslos gewährleistet.
- Artikel 40: das schweizerische Jugendstrafverfahren, das weder einen bedingungslosen Anspruch auf einen Beistand noch die organisatorische und personelle Trennung zwischen untersuchenden und urteilenden Behörden sicherstellt, bleibt vorbehalten.

Zurückgezogen wurden die folgenden vier Vorbehalte:
- Artikel 5: Der Vorbehalt zur elterlichen Sorge wurde am 8. April 2004 aufgehoben.
- Artikel 7: Dieser Vorbehalt wurde durch die Revision des Bürgerrechtsgesetzes 2003 (in Kraft seit 1. Januar 2006) hinfällig. Gemäß Artikel 30 Bürgerrechtsgesetz können nun staatenlose Kinder erleichtert eingebürgert werden.
- Artikel 40 Absatz 2: Der Rückzug wurde am 1. Mai 2007 wirksam.[29]
- Artikel 40 Absatz 2 Buchstabe b, vi: Der Rückzug wurde am 12. Januar 2004 wirksam.[30]

### Liechtenstein
In Liechtenstein ist die UN-Konvention seit dem 21. Januar 1996 in Kraft. Per 1. Oktober 2009 waren die beiden Vorbehalte zu Artikel 7 und 10 sowie die Erklärung zu Artikel 1 zurückgenommen worden.

## Internationaler Tag der Kinderrechte
Seit 1989 gilt der 20. November als Internationaler Tag der Kinderrechte oder Weltkindertag. Der Tag wird vielfach zum Anlass genommen, Rechte von Kindern in aller Welt zu thematisieren. Deutschland entschied sich hingegen für den 20. September als (deutschen) Kindertag.

## Leistungsfähigkeit der Konvention
Von den Kindern bzw. ihren Eltern sind die Rechte, die die Konvention garantiert, nur dann vor Gericht einklagbar, wenn das in der Rechtsordnung des zuständigen Staates vorgesehen ist. Im Übrigen besagt Art. 4 Abs. 1 der Konvention, dass aus der Konvention direkt keine individuellen Rechtsansprüche abgeleitet werden können. Um Normen der Konvention praxisrelevant zu machen, müssen sie in nationales Recht überführt werden.
An mehreren Stellen wird in der Charta auf die (finanziellen) Möglichkeiten des Staates Bezug genommen, der die Kinder auf seinem Gebiet schützen soll. Kein Staat muss also mehr leisten, als er leisten kann. Deutlich wird die Rücksichtnahme auf finanziell schlecht ausgestattete Staaten auch durch die Sachverhalte, die die Konvention nicht regelt, wie z. B. ein Recht von Schulkindern auf Unterricht im Anschluss an die Grundschule. Ein derartiges Recht würde die Staatshaushalte armer Länder stark belasten sowie ihre Fähigkeit, entsprechende Infrastrukturen bereitzuhalten, überfordern.
Bei mutmaßlichen Verstößen gegen die Konvention in Staaten, die das dritte Fakultativprotokoll unterzeichnet haben, können betroffene Kinder oder, bei Zustimmung der Kinder, Dritte Individualbeschwerde beim UN-Ausschuss für die Rechte des Kindes einreichen. Voraussetzung für die Zulässigkeit der Beschwerde ist, dass zuvor nationale Rechtsmittel ausgeschöpft wurden und die Beschwerde danach innerhalb eines Jahres eingereicht wurde. Wird die Beschwerde angenommen und ist sie zulässig, dann prüft der Ausschuss sie inhaltlich und kann eine Vertragsverletzung feststellen. In diesem Fall legt der Ausschuss dem Staat Vorschläge vor, wie die Vertragsverletzung behoben werden kann. Der Staat muss schriftlich Stellung nehmen. Der Ausschuss wirkt während des Verfahrens auf eine gütliche Einigung zwischen Beschwerdeführer und Staat hin.
Diese Empfehlungen des Ausschusses sind rechtlich nicht bindend, werden aber, nach Ansicht von Kinderrechtsexperten der Universität Leiden, als autoritativ betrachtet und haben das Potential, Änderungen im Recht des jeweiligen Staates zu bewirken. Restriktive Bestimmungen, wie das Ausschöpfen nationaler Rechtsmittel oder die Jahresfrist, werden als Schwächen des Zusatzprotokolls genannt.